# Kwas azotawy
Kwas azotawy (nazwa Stocka: kwas azotowy(III)), HNO2 – nieorganiczny związek chemiczny, umiarkowanie słaby i nietrwały kwas tlenowy.

## Otrzymywanie
Przemysłowo kwas azotawy otrzymywany jest poprzez wprowadzanie do wody równocząsteczkowej mieszaniny tlenku azotu (NO) i dwutlenku azotu (NO2). W takiej mieszaninie zawsze obecne są drobne ilości tritlenku diazotu (N2O3), który jest bezwodnikiem kwasu azotawego. W wyniku jego reakcji z wodą według równania
N2O3 + H2O → 2HNO2
zaburzona (przesunięta w prawo) zostaje równowaga reakcji tlenków
NO + NO2 ⇌ N2O3
i tworzą się kolejne porcje N2O3, które następnie reagują z wodą zwiększając stężenie produktu.
W laboratorium kwas azotawy może być otrzymywany przez dodawanie do jego soli (np. azotynu sodu) nieutleniających kwasów mineralnych, np. rozcieńczonego kwasu siarkowego:
2NaNO2 + H2SO4 → 2HNO2 + Na2SO4

## Właściwości chemiczne
Istnieje tylko w rozcieńczonych roztworach wodnych. Przy zatężaniu ulega dysproporcjonowaniu według równania
3HNO2 → HNO3 + 2NO + H2O
działając zarówno jako utleniacz, jak i reduktor. Trwalsze są jego sole i estry – azotyny, stosowane m.in. do diazowania i konserwacji żywności (azotyny potasu i sodu) oraz w lecznictwie (azotyn amylu).
Oprócz estrów (R−ONO) w wyniku jego reakcji ze związkami organicznymi mogą powstawać także związki nitrowe (R−NO2).
Reakcja kwasu azotawego z pierwszorzędowymi aminami aromatycznymi nosi nazwę diazowania, a w jej wyniku powstają sole diazoniowe. Kwas azotawy do tych reakcji wytwarza się zwykle in situ z azotynów, np.:
Do wykrywania kwasu azotawego, zwykle generowanego poprzez zakwaszenie badanego roztworu azotynów, można wykorzystać odczynnik Griessa. Metoda ta pozwala także na oznaczanie azotanów po ich wstępnej redukcji do azotynów.

### Tautomeria
Kwas azotawy powstaje jako jeden z produktów niskotemperaturowej fotolizy światłem UV kwasu azotowego w matrycy z zestalonego argonu. Dane spektralne w podczerwieni sugerują, że w warunkach tych występuje on w równowadze z mniej trwałym tautomerem, w którym atom wodoru połączony jest z atomem azotu:
HO−N=O ⇌ H−NO2
Reakcji tej łatwiej powinien ulegać izomer trans trwalszego tautomeru HO−N=O, w którym atom wodoru znajduje się w pobliżu niewiążącej pary elektronowej atomu azotu.
Cząsteczka H−NO2 jest płaska, o symetrii C2v, a obliczenia wskazują, że jest o 25 kJ/mol mniej trwała od HO−N=O. Obliczone długości wiązań wynoszą 1,013 Å dla H−N i 1,201 Å dla N−O, a kąty ONO mają wartość 127,5°.

### Wpływ na organizm człowieka
Kwas azotowy(III) jest jednym z czynników mutagennych, co oznacza, że jego wpływ na organizm jest bardzo negatywny. Usuwa grupę aminową guaniny, adeniny i cytozyny, zamieniając je odpowiednio w ksantynę, hipoksantynę i uracyl (deaminacja). Ostatecznie skutkiem bezpośredniego działania kwasu azotawego są mutacje punktowe jako wynik prób naprawy DNA.